# 路伊吉·皮兰德娄

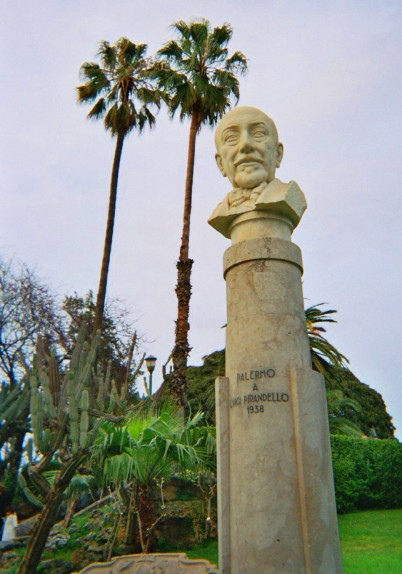
路伊吉·皮兰德娄頭像

路伊吉·皮兰德娄（1867年6月28日—1936年12月10日），意大利剧作家、小说家，1934年诺贝尔文学奖获得者。
皮兰德娄出生在西西里岛的一个富裕家庭，曾就读与巴勒莫大学和罗马大学文学系，后赴德国波恩大学深造。1892年，皮兰德娄回国定居于罗马。1897年到1922年，他在罗马女子高等师范学校任教。1925年，他组织成立了“罗马艺术剧团”，并且担任艺术指导。1926年到1936年他带领剧团在欧美各国巡回演出。
皮兰德娄的创作极为丰富，一生有短篇小说三百余篇，后结集为两卷本《一年里的故事》（1937年），另长篇小说七部，剧本四十多部，以及诗集七卷。在二十世纪初期他的小說，使他蜚声文坛。然而，在戲劇方面的表現似乎更勝一籌。皮蘭德婁的戲劇，所揭示的人與社會的衝突，還有人的自我衝突主題，引人思考；在戲劇藝術形式方面的探索，則為現代主義戲劇開啟了先河，被不少人視為能與契訶夫、斯特林堡、易卜生比肩的世紀初戲劇大師。至於作家整體的創作風格，孟憲忠認為：皮蘭德婁是一位獨創性的藝術家，不刻意追求情節曲折、事件離奇，而是直逼人的內心衝突。

## 大学时期
1886年秋天到1891年春天是皮兰德娄的大学时期，在这期间他曾两次转学。第一次是因为恋爱失败而离开了仅仅入学一年的巴勒莫大学，于1887年转至自己向往的罗马大学文学系。1889年夏，由于自己在拉丁文课堂上顶撞校长而被开除学籍，被迫第二次转学。根据一位老师的意见，他赴德国波恩大学就读拉丁语系语言学专业，以一篇研究阿格利琴托方言的论文获得博士学位。

## 早期的文学创作
青年时代的皮兰德娄以写诗开始了文学创作，但由于其模仿古典诗人写抒情短诗并没有获得他人的认可。皮兰德娄在诗歌创作成绩不佳後，很快就开始从事小说的创作。因而，他早期的小说受真实主义的影响很大。他的第一部属于真实主义的长篇小说《被抛弃的女人》（1901年）是他的成名作。从1904年的《已故的巴斯加尔》开始，他的创作主题发生了变化。诸如之后的《老人与青年》（1913年）、《一个人，既不是任何人，又是千万人》（1925年），他着力刻画了一个荒诞不可知的外部世界和一个充满种种焦虑的内心世界，以及这两者之间的冲突。皮兰德娄因此成为现代主义的先驱。
1910年以后他转入戏剧的创作，他的全部剧作收录在戏剧集《赤裸的面具》（1925-1935年）之中。

## 政治生活
1925年，皮兰德娄与其他艺术家一起建立艺术团时曾接受墨索里尼50万里拉的政府资助。但是法西斯政府的倒行逆施很快的就令他失望，1927年发生了他与法西斯政府的直接冲突。
1929年3月，皮兰德娄当选为意大利科学院的第一批院士。

## 作品的中譯

### 繁體本
- 鄭菁蘭/譯，《皮藍德羅小說選》，台北市：環宇出版社，1972年。
- 劉克端/譯，《彼倫德洛戲劇選集：亨利第四》，台北市：驚聲文物，1973年。
- 譯者沒註明，《華岡影劇參考叢書7：皮藍德婁戲劇集》台北市：中國文化學院戲劇學系影劇組編印，1976年。
- 諾貝爾文學獎全集編譯委員會/編譯，《皮藍德羅》，台北市：九華文化 1980年。
- 查岱山/譯，《皮藍德羅》，台北市：光復書局，1993年。
- 皮蘭德羅/原著，伊莎貝拉/繪圖，王頤/譯，《寶貝罎子》，台北市：台灣麥克，1995年。
- 陳玲玲/譯，《六個尋找作者的劇中人》，台北市：台灣商務，1998年。
- 吳美真/譯，《死了兩次的男人》，台北市：先覺，2000年。
- 黃文捷/譯，《一個小說人物的悲劇：諾貝爾文學獎得主皮藍德婁短篇小說代表作》，台北市：遊目族出版：格林文化發行，2009年。
- 吳若楠/譯，《死了兩次的男人》，新竹市：啟明出版，2015年。

### 簡體本
- 吴正仪 译，《皮蓝德娄戏剧二种》，人民文艺出版社，1984年。
- 吕同六等 译，《寻找自我》，漓江出版社，1989年。
- 吴正仪 译，《忘却的面具》，安徽文艺出版社，1995年。
- 厦大六同人 译，《自殺的故事：皮蘭德婁短篇小說選》，遼寧教育出版社，2000年。
- 吕同六、蔡蓉、肖天佑 译，《高山巨人：皮兰德娄剧作选》，花城出版社，2000年。
- 《皮兰德娄精选集》，山东文艺出版社，2000年。
- 吴正仪等 译，《皮蘭德婁中短篇小說選》，中國文聯出版社，2009年。
- 吴正仪 译，《六个寻找剧作家的角色》，上海译文出版社，2011年。
- 谢幕娟 译，《已故的帕斯卡尔》，新星出版社，2013年。
- 刘儒庭 译，《已故的帕斯卡尔》，重庆出版社，2013年。

## 相關書籍
繁體本：
- 孫惠柱/著，《戲劇的結構》，書林出版社，1994年。

簡體本：
- 周江林/著，《對抗性遊戲：百年世界前衛戲劇手冊》，中國人民大學出版社，2003年。

## 参看條目
- 後設